# Bordetella parapertussis
Bordetella parapertussis es una bacteria gramnegativa del género Bordetella. Fue aislada en el año 1952. Su etimología hace referencia a parecida a Bordetella pertussis. Se ha adaptado para colonizar las vías respiratorias de mamíferos.

## Patogenia
La tos ferina causada por B. parapertussis se manifiesta con síntomas similares a los de la versión causada por B. pertussis, aunque generalmente menos severa.
Se han descrito dos linajes de B. parapertussis, el primero infecta humanos y también es responsable de una minoría de los casos de tos ferina; y el segundo, ovino, causa neumonía crónica y no progresiva en ovejas. Se piensa que ambos linajes evolucionaron de una B. bronchiseptica, un ancestro común. Esta enfermedad puede ser sintomática o asintomática y puede predisponer a sus huéspedes a infecciones secundarias.